# Bataille de Ball's Bluff
Guerre de Sécession
Batailles
Opérations de McClellan en Virginie septentrionale
- Ball's Bluff
- Dranesville

La bataille de Ball's Bluff est une bataille de la guerre de Sécession qui se déroula le 21 octobre 1861 en Virginie dans le cadre de la campagne du général nordiste George McClellan. Ce fut par son ampleur une des plus importantes batailles de l'année.

## Rétrospective
McClellan a récemment été promu général-en-chef des armées de l'Union et, maintenant, 3 mois après la première bataille de Bull Run et après certaines organisation considérables des activités et des préparations à la défense, Il aurait eu des pressions de la part de l'administration Lincoln de prendre en charge une action offensive. Il choisit de lancer des opérations de reconnaissance dans le but de saisir des gués sur le Potomac et, finalement, Leesburg en Virginie.
Le 19 octobre 1861, McClellan ordonna au brigadier-général George A. McCall de faire marcher sa division sur Dranesville, 14 miles au sud-est de Leesburg, espérant intimider le brigadier-général des confédérés Nathan "Shanks" Evans afin qu'il abandonne Leesburg. Evans ne quitta pas la ville, prenant une position défensive au Leesburg Turnpike. Les ordres de McCall étaient de quitter la zone durant la nuit. En attendant, McClellan n'était pas certain qu'Evans ait évacué, et ordonna au général de brigade Charles Pomeroy Stone de distraire les confédérés et de glaner les positions et les intentions. Stone supervisa personnellement la traversée au bac d'Edward; il décida aussi de faire une seconde manœuvre de distraction plus en amont sur la rivière, et il délégua la charge à un de ses commandants de brigade, le colonel Edward D. Baker. Baker, sénateur de Californie et ami personnel de Lincoln, a récemment reçu la proposition de devenir général de division des volontaires, et était sur le point de quitter son siège au Sénat pour accepter.

## Déroulement de la bataille
La nuit du 20 octobre 1861, une patrouille d'un gué en amont a repéré ce qui semble être des rangées de tentes Confédérés dans un champ derrière Ball's Bluff. Une forêt dense se trouvait à mi-chemin entre Edwards' Ferry (bac d'Edward) et Conrad's Ferry (maintenant appelé White's Ferry, c'est-à-dire « bac de White »), sur une montée rocheuse de 100 pieds au-dessus des rives du Potomac, et permettait de voir Harrison Island, une île étroite de 3 milles de longueur au centre du fleuve. Sentant une opportunité, Stone ordonna à un détachement de la 15e Infanterie du Massachusetts sous les ordres du Colonel Charles Devens de lancer un raid sur le camp tôt le matin suivant, le lundi 21 octobre. Après avoir envoyé un messager à Stone avec des nouvelles des « tentes » qui n'étaient en fait que des réflexions de la lumière lunaire à travers les rangées d'arbres, Devens et son bataillon de 300 soldats de l'Union restèrent sur la rive sud de la rivière en attendant des instructions. Avec ce rapport, il a été décide de mener une attaque contre Leesbury. Le 20th Massachusetts, un régiment de Californie et un de New reçoivent l'ordre de traverser la rivière.
Les instructions du général Stone au colonel Baker ordonnaient que des forces additionnelles, sous les ordres de Baker, traversent pour atteindre la Virginie, où se retirent complètement, à la discrétion de Baker, selon la situation. Au lieu de traverser pour évaluer ses options tactiques, le colonel Baker choisit de faire traverser immédiatement la totalité de ses forces, et supervisa donc pendant quelques heures la réquisition des bateaux du proche Chesapeake and Ohio Canal pour assister sa traversée du fleuve. L'opération est réalisée à partir de deux bateaux plats pouvant porter chacun une quarantaine d'homme et un canot métallique munis de rames.  
Devens avait résisté face aux raids de la 17e Infanterie du Mississippi. Les bataillons additionnels de l'Union traversèrent le fleuve toute la journée avec les flottes réquisitionnées disponibles. Baker lui-même traversa vers 13 heures, et vu ses chances pour une glorieuse victoire. Evans continua de déployer ses troupes additionnelles contre le gué de Ball's Bluff, pendant que la traversée d’Edwards' Ferry était surveillée par une seule compagnie. Un millier d'hommes, un canon rayé et deux obusiers de campagnes sont ainsi acheminés de l'autre côté de la rive. Il place l'artillerie en avant de la ligne d'infanterie et par conséquent exposée.
Le colonel Baker fut tué à environ 17 heures d'une balle dans la tête, et pendant que l'obscurité tombait le commandement de l'Union s'est par la suite désagrégé sous des charges confédérées soutenues. Plusieurs des soldats de l'Union furent noyés. Des bateaux essayant de traverser à nouveau vers Harrison Island furent inondés puis chavirés ; un grand nombre de corps de noyés flottaient de façon inquiétante sur le fleuve et allaient loin en aval jusqu'à Washington les jours suivant la bataille. Près de 500 soldats de l'Union furent faits  prisonniers sur les rives du Potomac cette même nuit. Cependant, environ 150 hommes sous les ordres du capitaine Frank Bartlets parviennent à retraverser la rivière après avoir découvert un « batelet ».

## Conséquences
Cette défaite de l'Union fut relativement mineure par rapport aux autres batailles à venir, mais cela eut un impact énorme. En raison de la perte d'un sénateur, il y eut d'importantes répercussions politiques à Washington. Le Général Stone fut pris comme bouc émissaire pour la défaite, mais les membres du Congrès suspectèrent une conspiration dans le but de trahir l'Union. Le général Stone rejeta toute la responsabilité sur le colonel Baker. Le tollé a directement mené à la mise en place du Comité mixte du congrès des États-Unis sur la conduite de la guerre civile,  qui perturbera les officiers de l'Union pour le reste de la guerre (en particulier ceux qui étaient démocrates) et contribuera à de vifs combats politiques parmi les généraux du haut commandement.  Le soupçons de connivence avec les confédérés à l'encontre du général Stone lui valent d'être incarcéré au fort Lafayette. Il est remis en liberté sans passer devant une cour martiale. 
Philippe Régis Denis de Keredern de Trobriand conclut sur l'engagement : « La conclusion naturelle que l'on dut tirer de l'affaire de Ball's Bluff fut qu'en général les hommes étaient plus capables de bien se battre que les chefs de les bien commander. »
Le lieutenant Oliver Wendell Holmes, Jr., de la 20e Infanterie de volontaires du Massachusetts, a survécu à une blessure presque mortelle au Ball's Bluff et devint un membre de la Cour suprême des États-Unis en 1902. Le poème d'Herman Melville nommé « Ball's Bluff - A Reverie » (publié en 1866) commémore la bataille.

## Sources
- (en) Cet article est partiellement ou en totalité issu de l’article de Wikipédia en anglais intitulé « Battle of Ball's Bluff » (voir la liste des auteurs).